# Ислам в первые годы существования СССР
Исла́м в пе́рвые го́ды существова́ния СССР (до 1928 года) находился в лучшем состоянии, чем, например, Русская православная церковь. Это было связано с тактическими соображениями — большевики стремились экспортировать революцию в страны мусульманского Востока. Кроме того, в ряде случаев приходилось привлекать мусульманских духовных лиц к мероприятиям советской власти (например, к организации школьного дела).
Поэтому в мусульманских местностях (особенно в тех, где советская власть была неустойчивой — в Средней Азии) в первые годы советской власти допускались некоторые послабления — предоставление муллам избирательных прав, деятельность шариатских судов (по мелким делам), разрешение открытия мусульманских школ, издание мусульманских журналов, хадж. Сосуществование было не всегда мирным: в 1920-е годы на местах были случаи преследования верующих и мусульманского духовенства. Конечно, советская власть вела в первые годы борьбу с влиянием ислама — в частности, антиисламскую пропаганду. Но эта борьба была очень осторожной, в ней активно использовались противоречия между мусульманскими реформаторами-джадидами (так называемыми «революционными муллами», «прогрессивным духовенством») и «консервативным духовенством». Советские власти пытались раскалывать мусульманское сообщество, поддерживая раскол в среде мусульманского духовенства (в частности, отдельное Башкирское духовное управление мусульман). В целом данная политика удалась — власти не допустили в 1920-е годы создания в СССР единого мусульманского духовного центра.
К 1928 году значительная часть послаблений мусульманскому духовенству была отменена и на местах началось массовое закрытие мечетей. В 1929 году началась массовая коллективизация, а вместе с ней — массовые преследования верующих.

## Ислам в Гражданской войне в России
Большевики, взявшие власть в октябре 1917 года, столкнулись с мусульманским движением на двух уровнях: общероссийском и в местах компактного проживания мусульман. 28 октября 1917 года Исполнительный комитет Всероссийского мусульманского совета делегировал трёх представителей в антибольшевистский Комитет спасения Родины и революции. 10 ноября 1917 года на первой полосе печатного органа Совета было выражено от имени мусульман негативное отношение к большевикам, сопровождавшееся призывом к ненасильственном сопротивлению.
Ликвидировать сопротивление на общероссийском уровне большевики смогли быстро.
20 ноября (3 декабря) 1917 г. было принято Обращение Советского правительства «Ко всем трудящимся мусульманам России и Востока», в котором говорилось:
Мусульмане России, татары Поволжья и Крыма, киргизы и сарты Сибири и Туркестана, турки и татары Закавказья, чеченцы и горцы Кавказа, все те, мечети и молельни которых разрушались, верования и обычаи которых попирались царями и угнетателями России!

Отныне ваши верования и обычаи, ваши национальные и культурные учреждения объявляются свободными и неприкосновенными.
Это обращение было принято в тот день, когда в Уфе Национального парламента мусульман тюрко-татар Европейской России и Сибири.
Обращение Совнаркома позволило большевикам получить поддержку Всероссийского мусульманского совета. Уже 30 ноября 1917 года было опубликовано в меньшевистской газете «Новая жизнь» (а на следующий день перепечатано «Известиями Всероссийского мусульманского совета») «Открытое письмо Совету народных комиссаров», в котором Цаликов по сути предлагал сотрудничество с советской властью. 1 декабря 1917 года Цаликов встретился с народным комиссаром по делам национальностей Иосифом Сталиным и обещал лояльность Совета новой власти, если большевики выполнят обещания Совнаркома и предоставят мусульманам право устраивать свою жизнь как они хотят.
Сталин ответил, что Совнарком в заявлении о поддержке со стороны исполкома Совета не нуждается. Однако Сталин предложил Совету такие варианты сотрудничества:
- Создание комиссариата по мусульманским делам со включением представителей крупных мусульманских народов;
- Назначение по представлению Икомус на пост помощника комиссара по мусульманским делам мусульманина-социалиста;
- В случае неприемлемости первых двух вариантов сохранить деловые отношения для безболезненного урегулирования мусульманских проблем.

Цаликов на предложения Сталина ответил, что ответ может дать после консультаций с крупными краевыми организациями и после возвращения в Петроград членов Совета и его исполнительного комитета.
Предложения Сталина привели к расколу Совета. После беседы со Сталиным в декабре 1917 года Цаликов направил телеграмму в Национальный парламент мусульман тюрко-татар внутренней России и Сибири телеграмму с просьбой рассмотреть предложения народного комиссара. В ответ делегаты меджлиса решили создать в Петрограде особую коллегию для переговоров с Совнаркомом и отозвать из Совета и Икомус представителей Поволжья, что фактически означало ликвидацию самого Совета.
Цаликов сосредоточился на выборах во Всероссийское учредительное собрание. 1 января 1918 года в Петроград прибыли семь депутатов-социалистов Учредительного собрания от Казанской и Уфимской губерний и создали Мусульманскую социалистическую фракцию «во имя сохранения преемственности идеи мусульманского представительства в общегосударственных учреждениях и его самостоятельности».
5 января 1918 года на заседании Учредительного собрания Цаликов выступил со следующими предложениями:
- Немедленно созвать международный мирный социалистический конгресс с участием представителей «угнетавшихся доселе народов России и других угнетаемых народов Европы, Азии и Африки»;
- Немедленно провозгласить и реализовать на всей территории России права человека и гражданина;
- Немедленно провести глубокие социально-экономические мероприятия с учётом местных условий;
- Признать Россию федерацией и санкционировать существование штата «Поволжье-Южный Урал» и Туркестанского штата.

После разгона Учредительного собрания Всероссийский мусульманский совет был быстро ликвидирован. 11 января 1918 года вышел последний номер «Известий Всероссийского мусульманского совета». 17 января 1918 года было реализовано предложение Сталина — создан Центральный мусульманский комиссариат. Однако во главе этого комиссариата был поставлен не Цаликов, а Мулланур Вахитов. 23 мая 1918 года «Известия» опубликовали постановление ВЦИК об упразднении Всероссийского мусульманского совета. Общероссийское мусульманское оппозиционное движение прекратило существование.
Большевики в годы Гражданской войны пытались использовать мусульман колониальных стран для борьбы с Антантой. 9 мая 1919 года В. И. Ленин в здании Народного комиссариата иностранных дел встретился с панисламистами Персии, Афганистана, Индии и Азербайджана для организации совместных акций на Востоке против Великобритании.
Во время Гражданской войны часть мусульман поддержала советскую власть. Очень сильна была поддержка большевиков со стороны «революционных мулл» Западного Кавказа — кабардинцев, адыгов и черкесов. Например, Назир Катханов дважды (в 1918 и 1920 годах) освобождал от белых войск Нальчик.
Многие мусульмане воевали на стороне противников большевиков (в том числе в составе специально созданных мусульманских частей). В антибольшевистской Народной армии Комуча к осени 1918 года были сформированы 10 добровольческих татарских полков (общая численность около 10 тыс. человек). Летом 1918 года против большевиков были сформированы две башкирские дивизии, а в сентябре того же года стали формировать отдельный Башкирский корпус.
Приход в ноябре 1918 года к власти адмирала А. В. Колчака изменил ситуацию. Колчак был сторонником «единой и неделимой России». К этому времени Красная армия уже заняла территорию Татарии и значительную часть Башкирии. На сторону большевиков перешли некоторые мусульманские лидеры (в том числе бывшие сторонники Комуча). В частности, Фатих Тухватуллин, который формировал мусульманские части Комуча, стал комиссаром внутренних дел и национальностей и заместителем председателя Башкирского революционного комитета, который оказал большевикам военную помощь в разгроме колчаковцев. Армия Колчака весной 1919 года перешла в наступление и захватила Башкирию и часть Татарии, но вскоре была разбита. К концу лета 1919 года мусульманские районы Поволжья и Урала окончательно были заняты красными войсками.
В Дагестане антисоветское движение возглавил Нажмудин Гоцинский, который запретил своим последователем вести борьбу с А. И. Деникиным. При этом некоторые религиозные авторитеты Дагестана в Гражданскую войну поддержали социалистов — Али Акушинский (в январе 1918 года он был большевиками провозглашён шейх-уль-исламом), Сайфулла-кади Башларов, Хасан Кахибский.
Поддержки у мусульман искали некоторые лидеры Белого движения. В Забайкалье атаман Г. М. Семёнов от представителя Хиджаза получил мусульманский орден и титул «защитника религии, науки и права». При штабе Семёнова была должность Главного военного муллы. В Азиатской конной дивизии барона Унгерна служило много мусульман.
19 июля 1920 года революционный трибунал Дагестана приговорил к смертной казни 600 мусульманских духовных лиц (мулл, кадиев и других), но революционный комитет этот приговор не утвердил.

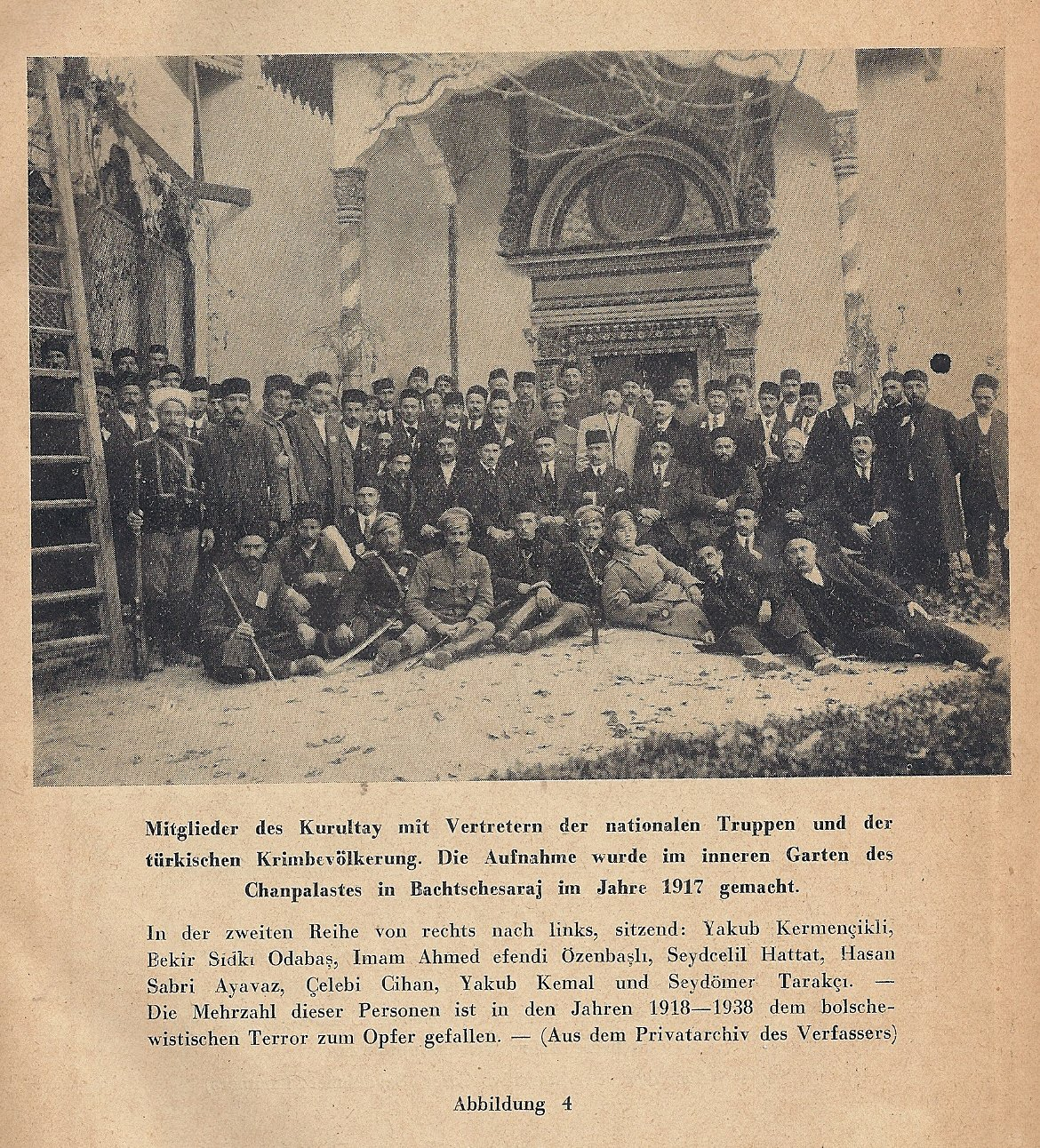
Участники крымскотатарского Курултая 1917 года

На мусульманских окраинах были попытки создания мусульманских государств. Все эти государства были недолговечными и были ликвидированы большевиками. 26 — 29 ноября (9 — 12 декабря) 1917 года в Коканде была провозглашена Кокандская автономная республика и объявлен газават большевикам. Уже в феврале 1918 года эта автономия была разгромлена РККА. 13 декабря 1917 года Курултай крымских татар одобрил «Крымско-татарские основные законы» и создание Крымской народной республики. Просуществовала эта автономия около месяца. В январе 1918 года в Крыму была установлена Советская власть, которая ликвидировала Крымскую народную республику и провела ряд репрессивных мер против её сторонников. В сентябре 1919 года был провозглашён Северо-Кавказский эмират (исламское государство на территории Чечни и Дагестана), который просуществовал около полугода и был ликвидирован в марте 1920 года.
II Всероссийский мусульманский военный съезд (Казань, 8 (21) января — 18 февраля (3 марта) 1918 г.) принял резолюцию о создании в составе РСФСР Штата Идель-Урал (вся Уфимская губерния, часть Казанской, Симбирской, Самарской, Оренбургской, Пермской, Вятской губерний) и формировании его законодательных и исполнительных органов «Милли идара» (Национальное управление) в составе трёх министерств (духовного, просвещения и финансов) и двух комитетов (военного и иностранных дел). Эта автономия была почти сразу же ликвидирована большевиками. 12 апреля 1918 года вышло постановление Наркома по делам национальностей и Татаро-Башкирского комиссариата, которое установило следующее:
- Милли идара и подчинённые ему учреждения ликвидировались;
- Духовное управление «с условием невмешательства в политические дела» получило «право самостоятельного учреждения, ведающего религиозными делами».

Бывшие депутаты-мусульмане Государственной думы сыграли важную роль в послереволюционном становлении государственности мусульманских народов в двух случаях: в тюркско-татарском движении Волго-Уральского региона и в становлении светской Азербайджанской демократической республики (в последнем случае среди бывших депутатов не было ни одного представителя мусульманского духовенства).
Были совершенно необыкновенные случаи. Например, одним из лозунгов антисоветского восстания 1920 года в Бугульминском уезде был такой: «За веру христианскую и ислам».
В период Гражданской войны имели место расстрелы красными частями не только православного, но и мусульманского духовенства. В Севастополе 23 февраля 1918 года был убит в ходе волны террора всенародно избранный муфтий Челеби Челебиев. В январе 1919 года в татарской деревне Семёновка (Сергачский уезд) при подавлении возмущения местных крестьян были расстреляны красными 7 служителей мусульманского культа — бывших и действующих мулл и имамов. 25 июня 1919 года был расстрелян как заложник Габдулла Апанай, мухтасиб Казанской губернии. Союз мусульман и православных христиан имел место на территории Киргизии. В августе 1919 года глава Туркестанской мусульманской белой гвардии Мадамин-бек заключил антибольшевистский союз с К. Монстровым, командующим Крестьянской армией из русских поселенцев южной Киргизии. Все эти отряды были разгромлены красными частями и в 1920 году на территории Туркестана была установлена советская власть.
Установление советской власти привело к роспуску всех мусульманских партий. В Крыму мусульмане (главным образом крымские татары) составляли заметную часть населения, хотя численно не преобладали. В 1921 году в Крыму проживали 719,5 тысяч человек, из которых 196,7 тысяч (26 %) были крымскими татарами. В Крыму действовала крымскотатарская «Милли фирка» («Национальная партия»). После восстановления советской власти в Крыму в ноябре 1920 года эта партия почти сразу попыталась легализоваться. 25 ноября 1920 года члены Центрального комитета «Милли Фирка» обратились в Крымревком с запиской, в которой признавали Советскую Россию «первым и естественным другом и союзником угнетённого мусульманства», оговаривая, что «быт, особенности и традиции мусульман» несовместимы с «диктатурой пролетариата». В этой записке партия предлагала советской власти следующее:
- Легализовать «Милли Фирка»;
- Передать в ведение «Милли Фирка» крымскотатарские религиозные и просветительские дела, а также вакуфы;
- Разрешить издавать газету «Миллет», выпускать книги, литературные и научные журналы.

Крымревком передал записку «Милли Фирка» в Областной комитет, который 30 ноября 1920 года вынес резолюцию об отказе соглашения с этой партией. Уже в конце 1920 года большевики в Крыму приняли ряд мероприятий по ликвидации оппозиционных групп. 16 декабря 1920 года секретарь партийного комитета Феодосии Островский сообщал, что в городе ликвидированы все мусульманские группы. Было изъята часть имущества мусульман. 6 декабря 1920 года Крымский областной комитет своим приказом передал все мусульманские типографии в ведение РКП(б).
В Средней Азии в основном административные посты большевики отдали русскоговорящим молодым революционерам в возрасте от 20 до 30 лет.
Советская власть также официально объявляла выходными мусульманские праздники. Так созданное при аппарате Крымского обкома Крымское областное татарское бюро добилось признания днями отдыха Курбан-байрама, Рамазан-байрама, мусульманского Нового года и дня рождения пророка Мухаммеда.

## Советский ислам в 1922—1927 годы: попытки создания общесоюзного мусульманского центра
В 1920-е годы с установлением советской власти мусульманское духовенство создало свои официальные объединения по территориальному признаку:
- Центральное духовное управление мусульман (ЦДУМ). 16-25 сентября 1920 года в Уфе под председательством муфтия Г. Баруди прошёл I всероссийский съезд мусульман, на котором было создано Центральное духовное управление мусульман (ЦДУМ) как преемник Оренбургского магометанского духовного собрания в делах религиозного управления мусульман Европейской России, Сибири и Казахстана. 10-25 июня 1923 года в Уфе проходил II Всероссийский съезд мусульманских деятелей, на котором присутствовало 285 делегатов и муфтии Коканда, Ташкента и Крыма. Муфтием и председателем Диния назараты был избран Р. Фахретдин. Этот съезд показал, что уфимский муфтият является Центральным духовным управлением мусульман не только своего округа, но и большей части мусульман СССР. 30 ноября 1923 года НКВД РСФСР утвердил Устав ЦДУМ, по которому его полномочия распространялись на Европейскую часть РСФСР и Сибирь, включая Казахскую АССР. 25 октября 1926 года состоялся съезд мусульман Татарстана, Башкирии, Казахстана, Украины, Чувашии и областей РСФСР. Руководители страны получили от них приветственные телеграммы, в которых говорилось о грядущем единении мусульман всего мира под знамёнами советской власти во имя борьбы с империализмом. На этом съезде была предпринята последняя безуспешная попытка консолидации мусульманских организаций во всесоюзном масштабе[35]. Согласно уставу Центральное духовное управление мусульман распространяло свою юрисдикцию на приходы в Татарии, Башкирии, Вотской автономной области, Чувашию, Казахстан, внутренние районы Поволжья и Сибири, а также на формально независимую Украинскую ССР[36];
- Башкирское духовное управление. Духовное управление мусульман Башкирии было создано съездом (Духовным курултаем), состоявшимся в марте 1921 года в селе Аллагуват (Стерлитамакский кантон). Главой (муфтием) этого духовного управления был избран Мансур Халиков. Резиденция управления разместилась в Стерлитамаке (в здании правительства Малой Башкирии), его юрисдикция охватила башкирские кантоны. В 1923 году с расширением территории Башкирии управление переехало в Уфу[37]. Кроме того, управление создало мухтасибат в Мензелинском уезде Татарской АССР. В июне 1924 года НКВД зарегистрировал Башкирское духовное управление.
- Народное управление духовными делами мусульман Крыма («Къырым мусульманлары халкъ идаре-и шериеси»). Оно было создано на I Всекрымском съезде представителей мусульман 15 января 1923 года в Симферополе. Самоликвидировалось в конце 1928 года;
- Назарат-и-диния. Полностью подконтрольное властям духовное управление, зарегистрированное ими в 1923 году во главе с муфтием Зухретдином Аглямом[36]

В 1920-е годы в Адыгее прошло четыре съезда мусульманского духовенства. Причём на один из них делегатов (учителей и эфендиев) вызывали повестками.
В Дагестане съезды мусульманского духовенства прошли в 1920, 1923 и 1925 годах. Съезды были вполне лояльны советской власти. Так, Кахибский съезд дагестанского духовенства 1923 года (в нём не участвовали делегаты из ряда местностей Дагестана) принял обращение к «братьям-мусульманам Дагестана и всего мира» с поддержкой советской власти. Дагестанский областной комитет ВКП(б) в 1925 году назначил ответственным за подготовку последнего съезда мусульманского духовенства (он также именуется совещанием) в Темир-Хан-Шуре народного комиссара просвещения Алибека Тахо-Годи, но на съезде в итоге звучало больше критики в адрес советской власти, чем в 1920—1923 годах.
В довоенный период не удалось создать влиятельные объединения мусульманского духовенства Средней Азии и Казахстана. В 1920-е годы ЦДУМ попыталось стать духовным центром всех мусульман СССР и для этого пробовало организовать мусульманские структуры в Средней Азии. По состоянию на 1927 год духовные управления мусульман (во многом организованные по типу уфимского муфтията) действовали в Самарканде, Коканде, Андижане, Намангане, Маргелане, Старой Бухаре, Хиве и Киргизии. В 1926 году представитель ЦДУМ был направлен в Туркмению. После съезда 1926 года была сделала попытка организовать духовное управление мусульман для всего Узбекистана. Однако все эти попытки оказались неудачными — в довоенный период так и не удалось объединить духовенство Средней Азии.
Объединение советских мусульман вокруг одного духовного центра в 1920-е годы не состоялось благодаря Восточному отделу ОГПУ, который организовал движение за автономию духовных управлений «восточных республик» от ЦДУМ. В результате этой политики ЦДУМ потерял контроль над управлениями Средней Азии и Казахстана. В 1928 году из-под юрисдикции состава ЦДУМ вышел советский Казахстан.
Работники Восточного отдела ОГПУ в 1920-е годы убеждали советские власти, что мусульмане СССР делятся на две большие группы, к которым должен быть различный подход:
- Волго-уральские мусульмане, а также мусульмане Крыма, Сибири и Казахстана. Работники Восточного отдела ОГПУ полагали, что среди мусульманских духовных лиц в этих регионах доминировали представители прогрессивного (реформистского) крыла. После создания в этих регионах духовных управлений мусульман и местных мухтасибатов, по мнению работников Восточного отдела ОГПУ, от местного консервативного духовенства остались «только мелкие оппозиционные группы и группочки, особого значения не имеющие»;
- Мусульмане Северного Кавказа и Средней Азии. Эти регионы рассматривались работниками Восточного отдела ОГПУ как место битвы между консерваторами и прогрессистами, где преобладали консервативно настроенные религиозные деятели и поддерживающие их верующие.

Советские представители поддерживали противостояние среди татарского и башкирского духовенства. В 1920-е — 1930-е годы волго-уральские приходы стали ареной противостояния между двумя мусульманскими центрами — Башкирским духовным управлением и Центральным духовным управлением мусульман, которые располагались в одном городе — в Уфе. Летом 1923 года башкирское духовенство провело съезд в те же дни, что и съезд Центрального духовного управления мусульман. В январе 1926 года Башкирское духовное управление издало циркуляр против ЦДУМ, который требовал «запретить старому Управлению внесение раздора именем религии в пределах государства бедного башкирского народа». Этот циркуляр требовал выселить ЦДУМ из его здания в Уфе и запрещал собирать средства для этой организации. Члены ЦДУМ рассматривали Башкирское духовное управление как незаконное, так как ислам не делит верующих по национальному признаку.
Большинство мусульманских приходов не признали юрисдикцию Башкирского духовного управления. Даже в Башкирской АССР в 1929 году из 2300 мусульманских приходов только 500 признали юрисдикцию Башкирского духовного управления.
В 1921—1922 гг. в СССР был массовый голод, которых охватил в том числе мусульманские районы Поволжья. Советская власть приняла решение об изъятии на территории РСФСР (туда тогда входила часть Средней Азии и Казахстан) предметов из драгоценных металлов из культовых зданий всех конфессий, в том числе из мечетей. 4 апреля 1922 года в Татарской АССР была создана подкомиссия, которая в период с 5 по 10 апреля того же года обследовала 17 казанских мечетей, но не обнаружила в них никаких ценностей.
По инициативе Галимджана Баруди была создана Комиссия Центрального духовного управления мусульман по борьбе с голодом (Муспомгол), которая должна была собирать у зарубежных единоверцев помощь голодающим мусульманам РСФСР. Обращения за помощью направляли в дружественные Советской России мусульманские страны (Турцию, Хиджаз, Персию, Афганистан), в зависимую от Москвы Бухарскую народную республику, а также к мусульманским общинам западных стран, не признававших советский режим. Деятельность Муспомгола принесла плоды: в 1922 году Персия прислала 40 тыс. пудов муки, 20 тыс. пудов риса, эмир Афганистана пожертвовал 100 тыс. пудов хлеба. Деятельность Комиссии способствовала усилению авторитета Центрального духовного управления мусульман среди мусульман всего Союза и за рубежом.
Терпимость большевиков к исламу была связана с тем, что на мусульманских окраинах советская власть окончательно была установлена поздно — только в 1920 году. В Средней Азии большевики в 1920 году ликвидировали мусульманские государства — Хивинское ханство и Бухарский эмират. Однако вплоть до середины 1930-х годов в Средней Азии советская власть не была прочной из-за сильного басмаческого движения. Сохранению сильного влияния мусульманского духовенства на окраинах способствовала очень протяжённая общая граница с мусульманскими странами (Ираном и Афганистаном), а также с мусульманским Синьцзяном.

Советский дипломат Карим Хакимов сопровождает будущего короля Саудовской Аравии Фейсала ибн Абдель Азиза ас-Сауда. Москва, Кремль, 1932 год

Большевики в 1920-е — начале 1930-х годов пытались использоваться «мусульманский» фактор для экспорта мировой революции в страны Востока. Это обстоятельство также заставляло проявлять терпимость к мусульманскому духовенству. СССР установил дипломатические отношения с немногими независимыми тогда мусульманскими странами, в том числе с Саудовской Аравией. В декабре 1922 года на Лозаннской конференции советский представитель Георгий Чичерин встретился с представителем Хиджаза Х. Лутфуллой. В 1924 году в Хиджазе было открыто советское консульство, первым главой которого стал Карим Хакимов. Уже осенью 1924 года Хакимов завязал тайную переписку с Ибн Саудом.
СССР стал первым государством, признавшем независимое саудовское государство — Королевство Хиджаз, Неджд и присоединённые территории (с 1932 года — Королевство Саудовская Аравия) и установившим с ним 19 февраля 1926 года дипломатические отношения. В мае — июне 1932 года состоялся официальный визит в СССР Министра иностранных дел Королевства Саудовская Аравия наследного принца Фейсала бен Абд-аль-Азиза Аль-Сауда (король Саудовской Аравии в 1964—1975 годах). Для активизации отношений с Саудитами советская сторона использовала советское мусульманское духовенство. Советские власти разрешили делегации мусульманских духовных лиц из СССР в 1926 году принять участие в Мекканском конгрессе.
Советская власть в первые годы послереволюционные годы разрешала мусульманскому духовенству то, чего не позволяла православному. Например, позволялось деятельность религиозных судов, решавших дела по шариату, постольку, поскольку его нормы не противоречили советским законам. В 1921 году ЦИК Туркестанской АССР издал «Положение о судах казиев», которым устанавливалось, что в первой инстанции дело рассматривает единоличный казий, апелляцию — съезд казиев (3 — 5 человек), а кассацией служил Президиум исполкома. Суды казиев были жёстко подчинены советским органам: они ежемесячно отчитывались о своей работе перед областным судом, сдавали дважды в месяц поступавшие к ним госпошлину и судебные сборы, а прокуратура и облсуд могли в порядке контроля истребовать у казиев любое дело. В мусульманских местностях шариатских судов было множество. Только в Дагестанской области в 1923 году действовало около 700 шариатских судов.
Уже в первой половине 1920-х годов советская власть ограничила полномочия шариатских судов. В 1921 году из ведения были изъяты брачно-семейные дела, а также все уголовные преступления. Кроме того, шариатские суды были лишены государственного финансирования. Так, 30 июля 1922 года ЦИК и Совнарком Дагестанской АССР своим решением перевёл шариатские суды на финансирование за счёт населения, сняв их с государственного снабжения. Эти меры вызвали сопротивление местных обществ, желавших сохранения шариатских судов. Так, 13 июня 1924 года сход жителей селения Аксай (Хасавюртовского района Дагестана) постановил, что все судебные дела должны рассматриваться шариатскими судами. 5 — 6 февраля 1925 года сход жителей Буйнакска вопреки советским законам решил, что все бракоразводные и наследственные дела будут рассматривать только шариатские суды. На IV съезде советов Дагестана в 1925 году констатировалось, что шариатские суды отвечают «современному правосознанию дагестанцев». В ноябре 1927 года ЦИК Дагестана официально упразднил шариатские суды.
В мусульманских местностях в 1920-е годы существовала практика интеграции духовных лидеров мусульман в советские органы власти. Например, в первом советском правительстве Дагестана был создан пост народного комиссара шариата, который занял просоветский шейх Али Хаджи Акушинский, одновременно являвшийся членом революционного комитета. Его мюриды работали шариатскими судьями и муллами.
В советские органы власти начала 1920-х годов активно включались «революционные муллы» Западного Кавказа, где ещё до 1917 года была распространена практика сотрудничества мусульманского духовенства с московской властью. При этом «революционные муллы» вовсе не желали отказываться от шариата. Горский государственный отдел ОГПУ сообщал в высшие партийные органы:

муллы Кабарды, считая себя революционными муллами, настаивают на вводе их в исполком и вместе с этим крепко защищают ислам и свои адаты
Мусульманское духовенство Кавказа создавало шариатские структуры, которые действовали параллельно советским органам. В 1923 году в Адыгее был создан шариатский совет. Аналогичная структура действовала в Кабарде.
В 1922 году в Туркестане были созданы выборные шариатские управления («махкама-и-шария»), которые «боролись с разными ненужными надстройками ислама, неправильными толкованиями (извращениями) ислама». Просуществовали они несколько лет и были ликвидированы к 1928 году.
Одновременно с созданием собственных структур, мусульманское духовенство активно проникало (часто с согласия советских властей) в местные партийные и советские органы. На первом совещании коммунистических и комсомольских ячеек Кабардино-Балкарской автономной области в июне 1922 года докладчики говорили о том, что 80 % ячеек имеют в своём составе мулл.
Советская власть использовала дореволюционные противоречия между «консервативным» и «прогрессивным» мусульманским духовенством. «Прогрессивное» духовенство стремилось к реформе мусульманской школы, введению проповедей на родном языке, изменению положения женщин и практики распределения закята. Советская власть опиралась на «прогрессивное духовенство», поддерживая его в борьбе со «старым» («консервативным») духовенством. Целью этой политики было ослабление влияния обеих групп духовенства среди мусульман. Работник пропагандистского отдела ЦК ВКП(б) И. Хансуваров так сформулировал эту политику советской власти в отношении мусульманского духовенства:

Если хочешь победить врага, надо заставить его драться между собой. Надо бить обоих, в то же время заставить драться между собой. Надо вести прогрессивное духовенство против реакционного, вызывать между ними драку — это совершенно необходимо
Поэтому в первой половине 1920-х годов власти шли на послабления в отношении «прогрессивного» духовенства. С 1922 года имамы, как лица, живущие на нетрудовые доходы, были лишены избирательных прав. Однако в целях использования духовных лиц власти стали на местах возвращать избирательные права «прогрессивному» мусульманскому духовенству. Например, в Дагестане духовенство получило избирательные права 12 июля 1920 года, но уже 23 октября 1921 года было их лишено. 23 января 1926 года власти Дагестана предоставили избирательные права алимам и учителям мусульманских школ. Кроме того, была предусмотрена возможность восстановления в избирательных правах для служителей культа, которые имели «особые заслуги перед революцией». Похожее послабление для мусульманского духовенства было сделано в Крыму. Там Крымский революционный комитет дал указание до мая 1922 года не лишать права избирать и быть избранными представителей мусульманского духовенства.
В мусульманских местностях в первые годы советской власти религиозные праздники провозглашались выходными днями. Например, президиум Дагестанского обкома РКП(б) 9 июля 1924 года объявил национальными праздниками Ураза-байрам и Курбан-байрам.

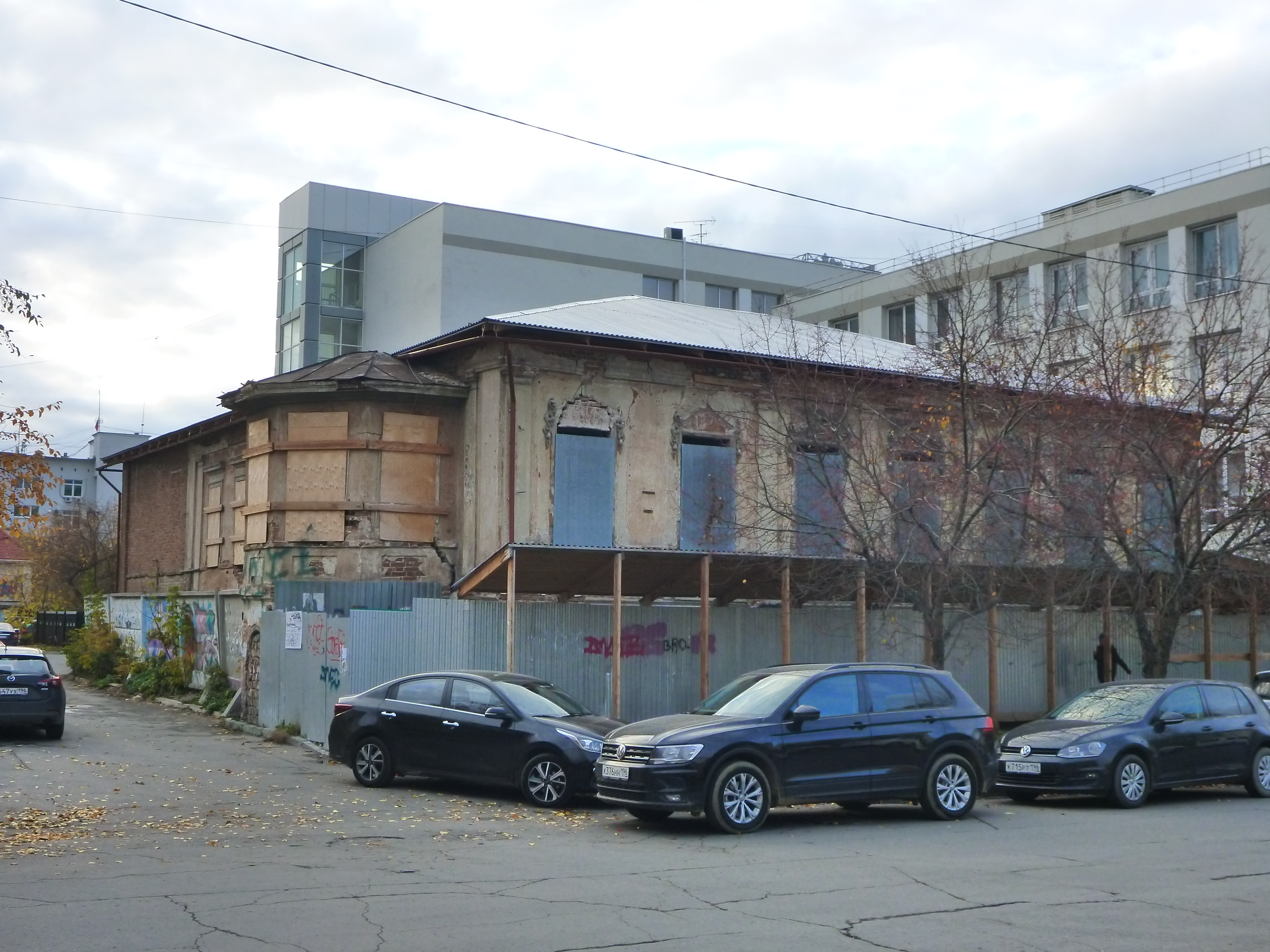
Особняк Миллера в Екатеринбурге, переданный мусульманской общине советской властью в 1920-е годы (видна пристроенная михраб). Фото 2019 года

В 1920-е годы на местах советская власть порой передавала мусульманским общинам имущество. Так в Свердловске мусульманская община получила от властей особняк (некогда принадлежавший статскому советнику Ф. Л. Миллеру), в котором разместили театр «Мусульманский очаг Урала» и молитвенное помещение.
Закрытие мечетей в 1921—1926 годах ещё не стало массовым, что контрастировало с политикой в отношении православных храмов. Так за период с 1 декабря 1923 года по 1 июля 1924 года в Крыму закрыли 17 православных храмов и всего 1 мечеть (всего в Крыму на 1 июля 1924 года насчитывалось 433 мечети). Тем не менее случаи закрытия мечетей имели место. Известно, что 11 февраля 1926 года Центральная комиссия по вопросам культов при ЦИК Крымской АССР приняла решение ликвидировать мечети в двух населённых пунктов из-за «отсутствия верующих, желающих ими пользоваться».
Закрытие мечетей облегчал тот факт, что их здания принадлежали по Декрету об отделении церкви от государства 1918 года государству. Здание разрушенной мечети не могло быть пущено верующими на строительный материал для строительства новой мечети. В Крыму в городе Саки в 1927 году власти запретили верующим использовать строительный материал старой мечети на постройку новой мечети со следующей формулировкой:

…сооружение нового культового здания с использованием строительного материала разрушенного здания, принадлежащего государству, допущено в принципе быть не может
На похожем основании советские власти запретили восстанавливать мечеть в Севастополе, разрушенной в сентябре 1927 года землетрясением. Ремонтные работы, проведённые верующими, признали незаконными и приняли решение, что мечеть «необходимо было считать ликвидированной, с передачей строительного материала Госфонду».
Власти в первой половине 1920-х годах были вынуждены узаконить вакфы. Решением Правительства Бухарской НСР от 20 октября 1920 года вакуфное имущество было передано в ведение Назирата просвещения, но уже 3 декабря того же года в Бухаре был образован Вакуфный отдел во главе с учёным Юлдашем Киркаки. Впрочем на значительной части Бухарской НСР развилось басмачество, что не позволило выполнить эти нормы на всей территории республики. В частности, учёт вакфов на территории Таджикской АССР начался только в 1925 году, то есть уже после раздела Бухарской НСР.
Узаконить вакфы пришлось в Туркестанской АССР, где декретом Туркестанского ЦИК от 28 декабря 1922 года было создано Главное вакуфное управление Туркестанской республики. 20 июня 1922 года декрет ЦИК Совета народных комиссаров Туркестанской республики установил, что доходы от вакфов должны использоваться на содержание мектебов и медресе, а также на заработную плату муллам, мударрисам, мукаримам и мутавакилям.
Среднеазиатские вакфы были обширны и доходы с них использовались главным образом на нужды образования. В 1923—1924 годах только на территории трёх областей Туркестана (Самаркандской, Ферганской и Сырдарьинской) вакуфное имущество в 1923—1924 учебном году принесло доход в размере 491796 золотых рублей, из которых 65 % израсходовали на нужды просвещения. В этих трёх областях вакуфные земли занимали 183397 танапов. Тем не менее в середине 1920-х годов среднеазиатские вакфы продолжали давать доходы на содержание не только школ, но и мечетей, а также мазаров. Например, в 1926 году на доходы вакфов по Гиссарскому вилояту Таджикской АССР содержались 678 мечетей, 30 мадраса, 7 мазаров и 678 мактабов.

## Репрессии 1927—1928 годов и отказ от сотрудничества с «прогрессивным» мусульманским духовенством
С начала 1927 года советская власть начала волну репрессий против мусульманского духовенства. Борьба с исламом выражалась в разных формах: закрытие и снос мечетей, лишение избирательных прав духовенства, конфискация вакфов и закята, антирелигиозная пропаганда. На этом этапе большевики стали уничтожать то «прогрессивное» мусульманское духовенство, с помощью которого советская власть была установлена в мусульманских местностях.
В 1927 году в мусульманских автономиях Северного Кавказа были созданы антирелигиозные комиссии при оргбюро ЦК ВКП(б) и общества безбожников.
В 1928 году власти столкнулись с тем, что в стране имеется большое количество мечетей, причём почти все они используются верующими. В 1928 году в РСФСР (она включала тогда также Крым и Казахстан) насчитывалось 2376 молитвенных зданий мусульман, из которых 2293 здания были у религиозных обществ, только 1 было передано нерелигиозной организации и 82 не использовались. То есть мусульманские организации использовались в 1928 году более 96 % молитвенных зданий.
В 1927—1929 годах в мусульманских местностях идут местные кампании по закрытию мечетей.
В Средней Азии кампания по массовому закрытию и разрушению мечетей прошла в 1927—1929 годах. О ней известно немного историкам. Американский историк Адиб Халиб в 2006 году отмечал:

В целом о нашествии Чингиз-хана в Центральную Азию мы знаем больше, чем об этой кампании советской власти
Кампания по закрытию мечетей прошла в Азербайджанской ССР. С декабря 1928 года по февраль 1929 года в республике закрыли 461 мечеть (из них 213 в феврале). Некоторые здания мечетей были снесены. Например, в Шемахе осенью 1928 года снесли 13 из 16 мечетей, пустив их материал на строительство здания театра. Снос мечетей в Азербайджане вызвал сопротивление духовенства и верующих. В результате властям пришлось пойти на уступки и временно прекратить кампанию. В июне 1929 года Президиум ЦК Компартии Азербайджана рекомендовал местным партийным органам вернуть верующим не менее 50 процентов конфискованных мечетей (реально пришлось вернуть почти все мечети). 20 августа 1928 года Президиум ЦК Компартии Азербайджанской ССР принял постановление о закрытии на территории Советского Азербайджана всех религиозных школ.
В 1928 году в Крыму было 495 мечетей, 546 служителей культа и 7 действующих школ по изучению Корана. В Крыму во второй половине 1920-х годов власти стремились к тому, чтобы верующие оказались к таких условиях, чтобы были вынуждены сами закрыть культовые здания (например, по причине высоких налогов или из-за сложной процедуры перерегистрации). 31 октября 1928 года Президиум ЦИК Крымской АССР принял решение закрыть в Бахчисарае сразу 12 мечетей, причём здания 7 из них снести.
В 1927—1928 годах начались репрессии в отношении мусульманского духовенства. В 1927 году был выслан из Москвы имам Фаттахитдинов, живший в домике при Московской соборной мечети. В 1928 году из Дагестана были сосланы в северные местности РСФСР (районы Усольска, Сольвычегодска и Котласа) более 800 служителей культа. В ходе репрессий гибли также представители «прогрессивного духовенства», имевшие заслуги перед советской властью. Например, в 1928 году был расстрелян Назир Катханов, который дважды устанавливал советскую власть в Нальчике.
В конце 1920-х годов были проведены другие важные реформы, которые должны были ослабить влияние ислама на молодёжь. Ключевым мероприятием было введение всеобщей воинской обязанности. Рабоче-крестьянская Красная армия с начала 1920-х годов официально рассматривалась как место для ведения антирелигиозной пропаганды среди национальных меньшинств. Резолюция «Национальный вопрос и Красная армия» (принята III Всесоюзным совещанием политработников Красной армии и Красного флота, прошедшим 21 — 26 октября 1923 года) предусматривала развёртывание антирелигиозной пропаганды.
До 1917 года мусульманское население (кроме народов Поволжья) не призывались в армию. Такая же ситуация сохранялась и в первые годы советской власти. В 1922 году в СССР воинская повинность распространялась лишь на 73,3 % населения. Остальные 26,7 % советского населения, в число которых попало большинство мусульманских народов страны, не проходили обязательной военной подготовки и к военной службе не привлекались. Удельный вес представителей мусульманских народов в РККА в первые годы после окончания Гражданской войны был незначителен. По переписи 1926 года русские, украинцы и белорусы суммарно составляли 84,6 % личного состава РККА. Из мусульманских народов по переписи 1926 года заметный процент среди военнослужащих имели только татары — 2 %. Они составляли заметную долю военнослужащих в трёх военных округах с мусульманским населением. В Приволжском военном округе татарами были 6,6 % военнослужащих, в Северо-Кавказском военном округе 3,6 % военнослужащих, в Среднеазиатском военном округе — 10,2 % военнослужащих. Узбеки составляли заметное меньшинство только в Среднеазиатском военном округе — 4,7 % военнослужащих. Азербайджанцы (азербайджанские тюрки) составляли 6,9 % Кавказской краснознамённой армии.
Абсолютные цифры военнослужащих-мусульман в РККА в 1920-е годы были небольшими. С учётом, того, что в РККА было около 500 тыс. военнослужащих, то татары-военнослужащие составляли в 1926 году около 11 тыс. человек. Мусульмане сталкивались порой с насмешками. Так, в советских документах упоминается, что в первой половине 1920-х годов красноармейцы осеняли крестным знамением татар-мусульман, что вызывало у татар недовольство.
Несмотря на малочисленность демобилизованные красноармейцы играли огромную роль в формировании в родных сёлах руководящих кадров. К 1928 году среди руководящих кадров на селе преобладали демобилизованные красноармейцы, причём в национальных регионах их доля была особенно высока. Климент Ворошилов в 1928 году говорил, что в РСФСР бывшие красноармейцы составляли около 66,7 % председателей волостных исполкомов, 49,3 % председателей сельских советов, до половины членов волостных исполкомов и треть членов сельских советов. Ворошилов тогда же отметил, что в Татарской АССР 70 % председателей сельских советов и 64 % председателей волостных исполкомов являлись бывшими красноармейцами.
Советская власть начала обязательный призыв мусульманской молодёжи в РККА 3 июля 1928 года, когда Совет народных комиссаров СССР принял постановление «О призыве на действительную военную службу коренного населения средне-азиатских республик, Дагестанской АССР, горских народов Северного Кавказа».
Служба в РККА сопровождалась атеистическим воспитанием. С 1927 года в воинских частях действовали ячейки Союза воинствующих безбожников, которые вели активную атеистическую пропаганду. Кроме того, во время пребывания в РККА молодые люди не могли соблюдать мусульманские обычаи (например, были вынуждены есть свинину), не имели возможности посещать мечети. Это вызывало сопротивление. В докладе начальника информационно-статистического отдела политуправления Милова от 21 апреля 1925 года сообщалось, что красноармейцы-мусульмане отказывались от обедов, содержащих свинину и просили «разрешить им праздновать пятницу вместо воскресенья». Советская власть была вынуждена в 1920-е годы ввести для мусульман отдельное питание. 13 мая 1924 года решение Реввоенсовета СССР разрешило командующим войсками округов заменять «некоторые продукты» красноармейского пайка «другими, применительно к обычаям и вкусам национальных войск», а 25 марта 1925 года Реввоенсовет решил «ввести для национальных частей национальные блюда», для чего были дополнительно выделены 124 тысячи рублей
.
Роль обязательной службы в РККА в 1920-е годы ещё не была значимым фактором атеизации молодёжи в силу ряда причин. Во-первых, РККА в конце 1920-х — первой половине 1930-х годов была малочисленной и насчитывала 500—700 тыс. человек. Поэтому призыв военнослужащих в этот период был невелик, особенно в национальных автономиях. Во-вторых, призывники-мусульмане в основном проходили службу по месту жительства и в особых национальных частях. При этом основная часть военнослужащих несла в национальных частях службу не постоянно, а лишь в периоды лагерных сборов. Командиров для этих частей готовили в специальных военно-учебных заведениях, которые с 1924 года создавались также по национальному признаку. На 1 декабря 1929 года в СССР было девять национальных командных военных учебных школ, в том числе Татаро-Башкирская, Северо-Кавказская горских национальностей, Закавказская пехотная, Закавказская подготовительная и Объединённая Средне-Азиатская. В-третьих, призыву в РККА согласно закону 1925 года подлежали только «трудовые» слои. Это приводило к тому, что в армию (а следовательно и под армейскую атеистическую пропаганду) не попадали служители культа и члены их семей. Кроме того, советская власть в 1920-х годах пошла на некоторые уступки. Постановлением Реввоенсовета СССР от 25 марта 1925 года было предписано «ввести для национальных частей национальные блюда».
С 1927 года начинается конфискация вакфов. 16 марта 1927 года ЦК ВКП(б) одобрил решение властей Дагестана передать вакфы крестьянским комитетам взаимопомощи. К концу 1928 года в Дагестане были изъяты властями следующие вакфы: 6958 десятин земли, 88 домов, 5 медресе и 42 мельницы. Конфискация вакфов встретила сопротивление населения и затянулась. В отдельных районах Дагестана кампания по изъятию вакфов продолжалась до середины 1930-х годов. Затянулась конфискация вакфов и в Таджикистане. В 1930 году духовенство всей Таджикской АССР располагало доходами с 33403 десятин земли, 674 танапов садов, арендной платой со 100 мельниц, 170 построек (главным образом торговых лавок) и т. д.. Конфискация вакфов вызвала сопротивление мусульманского духовенства и верующих. Только в Дагестанской АССР согласно докладу Керима Мамедбекова органы ОГПУ за период с апреля 1927 года по февраль 1928 года зарегистрировали около 150 массовых выступлений духовенства против изъятия вакфов.
Верующих в 1920-е годы преследовали по-разному. Были случаи, когда коммунистов и комсомольцев исключали из партии и комсомола и подвергали взысканиям по партийной линии за исполнение религиозных обрядов. Например, в 1928 году в Карачаево-Черкесской автономной области были исключены из ВКП(б) коммунисты, которые соблюдали исламские обряды.
В 1920-е годы советская власть провела важную культурную реформу — перевод алфавитов мусульманских народов с арабской графики на латинскую. В тот период латинизация проводилась в отношении письменности многих нерусских народов СССР с целью облегчения общения пролетариев всех стран для мировой революции. В отношении мусульманских алфавитов латинизация преследовала ещё одну цель — способствовать разрушению влияния ислама и культурных связей с исламским миром. Замена графической основы письма преподносилась как превращение письменности из «орудия религиозной пропаганды в орудие социального прогресса». 1 марта 1926 года латинский алфавит стал обязателен для горских народов Кавказа. Мусульманское духовенство Северного Кавказа выступало против латинизации. В ответ советская власть обвинила духовенство в национализме, контрреволюционных устремлениях и игре на чувствах верующих.
Латинизация мусульманских алфавитов прошла за несколько лет. В докладе на заседании Президиума Совета Национальностей ЦИК СССР 15 августа 1930 года Центральный комитет нового тюркского алфавита констатировал, что латинский алфавит «одержал полную победу над арабской графикой, охватив 36 национальностей».